# Герб Михайловского района (Рязанская область)
Герб «муниципального образования — Михайловского района Рязанской области» Российской Федерации
Герб утверждён решением Михайловской районной Думы Рязанской области № 44 от 17 июля 1998 года.
Герб включён в Государственный геральдический регистр РФ под регистрационным номером 292.

## Описание герба
«В лазоревом (синем, голубом) поле — серебряный расторгнутый и распростёртый вниз лет (крылья). В золотой вольной части со скруглённым углом — старинная зелёная княжеская шапка с чёрной собольей опушкой, над которой золотое украшение („городок“) с лазоревым самоцветным камнем».

## Описание символики и история герба

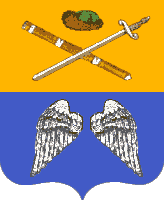
Герб Михайлова (1779 год)

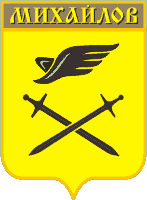
Неутверждённый герб Михайлова (советский период)

Герб Михайловского района был разработан на основе исторического герба Михайлова Рязанского наместничества, который был Высочайше утверждён 29 мая (9 июня) 1779 года императрицей Екатериной II вместе с другими гербами городов наместничества (ПСЗРИ, 1779, Закон № 14884). В приложении к Закону № 14884 «Рисунки гербов Рязанского наместничества» рукописно указана более ранняя дата Высочайшего утверждения герба — 29 марта (9 апреля) 1779 года. Вероятнее всего, ранняя дата — ошибка, которая появилась в приложении «Полного собрания законов Российской империи» в 1843 году при составлении специального тома с литографированными изображениями всех городских и губернских гербов.
Подлинное описание герба Михайлова гласило:

«В 1-й части щита, в золотом поле, часть герба Рязанского: „серебряной мечъ и ножны, положенные на крестъ, надъ ними зеленая шапка, какова на Князѣ въ Намѣстническомъ гербѣ“. Во 2-й части щита въ голубомъ полѣ, по имени сего города, два крыла Михайла Архангела».
Герб Михайлова был составлен в Герольдмейстерской конторе под руководством герольдмейстера статского советника А. А. Волкова.
В 1862 году, в период геральдической реформы Кёне, был разработан проект нового герба уездного города Михайлова Рязанской губернии (официально не утверждён):
«В лазоревом щите 2 серебряных крыла Михаила Архангела. В вольной части герб Рязанской губернии. Щит увенчан серебряной стенчатой короной и окружён золотыми колосьями, соединёнными Александровской лентой».
В советский период исторический герб Михайлова в официальных документах не использовался, однако выпускались сувенирные значки с элементами герба. В каталоге гербов на значках Н. Миронова приводится такой вариант неофициального герба Михайлова: на золотом щите чёрные крылья и скрещённые мечи.
17 июля 1998 года был утверждён герб Михайловского района, созданный художником М. К. Шелковенко на основе исторического герба города и проекта герба 1862 года.
4 августа 1998 года герб района был внесён в Государственный геральдический регистр Российской Федерации под № 292.
Решения о восстановлении или реконструкции исторического герба Михайлова в качестве официального символа для города Михайлова и Михайловского городского поселения не принималось. В настоящее время данные муниципальные объединения утверждённых гербов не имеют.